# Rinorea woermanniana
Rinorea woermanniana är en violväxtart som först beskrevs av Büttner, och fick sitt nu gällande namn av Adolf Engler. Rinorea woermanniana ingår i släktet Rinorea och familjen violväxter. Inga underarter finns listade i Catalogue of Life.